# Sagittaria brevirostra
Sagittaria brevirostra là một loài thực vật có hoa trong họ Alismataceae. Loài này được Mack. & Bush miêu tả khoa học đầu tiên năm 1905.